# Paul Wolfrum (Publizist)
Paul Wolfrum (* 27. Juli 1901 in Hof; † 13. Februar 1985 in Ebersberg) war ein deutscher Propagandist für das Nationalsozialistische Deutschland, Publizist und Direktor des Münchner Fremdenverkehrsamts.

## Frühe Jahre
Paul Wolfrum kam als zweites Kind eines Bahnhofschaffners in Hof zur Welt. Nachdem er eine Banklehre absolviert hatte, meldete er sich als 17-Jähriger freiwillig an die Front. Nach Ende des Ersten Weltkriegs arbeitete er bei der Lloyds Bank in Danzig, wo er zum Prokuristen aufstieg. Infolge der Inflation wechselte er den Beruf und begann als Volontär in einer Druckerei, wurde danach Setzer, Korrektor, Journalist und zuletzt Schriftleiter bei der München-Augsburger Abendzeitung.
Paul Wolfrum galt als weltgewandt. Während seiner Tätigkeit als Journalist hatte er in den späten 1920er Jahren einige Monate in den USA verbracht, wo er eine wohlhabende Deutschamerikanerin kennenlernte, die er heiratete. Seine Reisen führten ihn bis nach Nord- und Südamerika, Kleinasien sowie in weite Teile Afrikas, so dass er sich zeitweise als „Reiseschriftsteller“ bezeichnete.

## Politische Karriere
Zum 1. Februar 1932 trat Paul Wolfrum auf Vermittlung seines Kollegen Otto Dietrich der NSDAP (Mitgliedsnummer 916.056) bei. 1933 wurde er Mitglied der SS (SS-Nummer 141.141), wo er schließlich Obersturmbannführer wurde. Paul Wolfrum avancierte zum Kreispropagandaleiter, ein Amt, das er bis März 1934 ausübte. Daneben gehörte er der Reichspressekammer an und der Reichsfachschaft Deutsche Werbefachleute. Im Oktober 1934 wurde er Münchner Ratsherr und gleichzeitig in den städtischen Hauptausschuss berufen.
Ab dem Sommer 1933 wurde der Tourismus im gesamten Deutschen Reich nach dem „Führerprinzip“ neu organisiert. Aufsicht über die drei bayerischen Reichsfremdenverkehrsverbände („Saar-Pfalz“, „Nürnberg und Nordbayern mit Bayerischer Ostmark“ sowie „München-Südbayern“) führte das bayerische Wirtschaftsministerium. Übergeordnet hatte Hermann Esser, seit 1935 Präsident des Reichsfremdenverkehrsverbandes in Berlin, weitgehende Befugnisse, kontrolliert vom Reichsministerium für Volksaufklärung und Propaganda.
Auf Verfügung des Münchner Oberbürgermeisters Karl Fiehler wurde am 1. Mai 1937 das „Fremdenverkehrsamt der Hauptstadt der Bewegung“ (unmittelbar am Hauptbahnhof im Gebäude der Reichsbahndirektion, Prielmayerstraße 1/II) errichtet. Es übernahm größtenteils die bisherigen Aufgaben des Landesverkehrsverbandes München und Südbayern e. V. und war für die Betreuung und Förderung des Fremdenverkehrs zuständig. Paul Wolfrum, bereits Direktor des Landesfremdenverkehrsverbandes München und Südbayern, war auch hier Vorstand. Er bündelte den Großteil der weitverzweigten Aufgaben und baute das Fremdenverkehrsamt aus. Seine Dienststelle hatte regional übergreifende Werbekampagnen einzuleiten, durchzuführen, Mittel zur Tourismusförderung zu verteilen und die ordnungsgemäße Verwendung zu überwachen.
Paul Wolfrum erkannte, dass eine florierende Theaterlandschaft für die Belebung des Münchner Fremdenverkehrs notwendig war. Deshalb forcierte er das Münchner Volkstheater, das Deutsche Theater und war bis 1938 Geschäftsführer der Neue Münchner Kammerspiele GmbH. Darüber hinaus übernahm Wolfrum eine Reihe weiterer Ämter. So war er stellvertretender Präsident im Verein Ausstellungspark e. V. und Wirtschaftsbeirat im Münchner Kontor der Nordischen Gesellschaft.
Um den vom Regime angestrebten Massentourismus zu forcieren und möglichst viele Gäste nach München und in dessen Umland zu bringen, verwirklichte er einen Veranstaltungsreigen, der mit dem opulent inszenierten Fasching begann und jährlich am Abend des 8. November mit dem sogenannten Erinnerungsmarsch an den Hitlerputsch endete, einer Möglichkeit, den „Führer“ und die gesamte NS-Spitze vom Münchner Bürgerbräukeller zur Feldherrnhalle und weiter zu den Ehrentempeln am Königsplatz ziehen zu sehen. Daneben war Paul Wolfrum Präsident des Stadtverbandes Groß-München e. V. und Referent beim SS-Oberabschnitt Süd.
Wolfrum war ein enger Mitarbeiter und wichtiger Ideengeber von Christian Weber. Neben der Leidenschaft zu reisen hatten beide eine große Vorliebe für Pferde und schöne Frauen. Wolfrum organisierte als Vorsitzender des Arbeitsausschusses die 1936 ausgetragenen Jubiläumswochen „500 Jahre Münchener Pferderennen“ und war Geschäftsführer im Kuratorium Das Braune Band von Deutschland e. V. Für die Organisation der Nacht der Amazonen übernahm Wolfrum als Stellvertreter von Christian Weber die Generalleitung.
Als passionierter Schachspieler hatte Paul Wolfrum großen Anteil an dem in München ausgetragenen „Schacholympia“, das sich 1936 an die Olympischen Spiele in Berlin anschloss. Ausgetragen vom Großdeutschen Schachbund war sie die deutsche Gegenveranstaltung zur offiziellen Schacholympiade des Welt-Schachbundes.
In seiner Eigenschaft als Vorsitzender des Vereins Münchener Fasching e. V. organisierte Wolfrum herausragende Faschingsbälle, allen voran den vom Rennverein München-Riem und von der Reichsorganisation Das Braune Band von Deutschland veranstalteten „Aufgalopp“ zum Auftakt der Saison. Darüber hinaus oblag ihm die Organisation der Münchner Faschingszüge, des Internationalen Faschingskongresses 1937 (mit Internationaler Faschingsausstellung), der Schaufenster-Wettbewerb, der Festzug „500 Jahre Deutsche Pferdezucht 1936“, der jährlich stattfindende Blumenschmuck-Wettbewerb und der Wettbewerb „Buch über München“ sowie die Oktoberfest-Einzüge und der jährliche Trachten- und Schützenzug.
Paul Wolfrum profilierte sich als glänzender Organisator und Finanzjongleur. Ab 1935 organisierte er den „Münchener Festsommer“, der bald als „größte zusammenhängende Veranstaltung des Kontinents“ galt. 1938 stand dafür die enorme Summe von 1.065.000  Reichsmark bereit, um „225 Ausstellungen, Sportveranstaltungen, Festaufführungen, Tagungen und gesellschaftliche Feste von hohem Rang“ zu veranstalten. Es gelang ihm, dass München und Südbayern durch unterschiedlichste Maßnahmen zur führenden Tourismusregion des Reichs avancierten. So verdoppelten sich in München die Tourismuszahlen zwischen 1933 und 1939 von 608.359 auf 1.242.763 Besucher.

## Zweiter Weltkrieg und Nachkriegszeit
Paul Wolfrums Verhältnis zu Christian Weber verschlechterte sich Ende 1939, als er das Amt des Verbindungsoffiziers zwischen der Stadt und dem Militärkommando von München übernahm und eine Betreuungsstelle für durchreisende Militärurlauber gründete. Christian Weber verbot ihm diese Tätigkeit und warf dem schwer Fehlsichtigen vor, „unter Vorgabe seines Augenleidens vor der polnischen Front zu desertieren“. Trotz des Rückhalts durch Münchens Oberbürgermeister Karl Fiehler wurde Wolfrum im Oktober 1942 an die Front berufen und kam zunächst zur Waffen-SS nach Wien, später war er Beauftragter der Reichsführung in Kroatien und kam schließlich an das SS-Hauptamt nach Berlin.
Dort desertierte er Anfang März 1945 und schlug sich nach München durch. Im Sommer 1945 wurde er von den Amerikanern festgenommen und in die Normandie verbracht. Aufgrund einer Depression kam er schließlich in das amerikanische Hospital 1040 nach Eglfing. Bei seinem Entnazifizierungsverfahren gelang ihm der Nachweis, manches wieder gut gemacht zu haben, was Christian Weber verbrochen hatte. Deshalb wurde er in die Gruppe II (Belastete) mit dreijähriger Heranziehung zu Sonderarbeiten und Einziehung seines Vermögens zu 70 Prozent verurteilt. Zu diesem Zeitpunkt hatte sich seine deutsch-amerikanische Ehefrau längst scheiden lassen und war in die USA zurückgekehrt.
In den Nachkriegsjahren lebte Paul Wolfrum zurückgezogen in Grünwald, später in Zorneding. In dritter Ehe heiratete er am 19. Juli 1978 eine ehemalige Sekretärin, die ihn bei der Organisation der „Nacht der Amazonen“ unterstützt hatte. Bis zu seinem Tod ermöglichten ihm weltweite Beteiligungen ein privilegiertes Leben ohne Erwerbstätigkeit.

## Werke
- Paul Wolfrum (Hrsg.): Reiseland Südbayern, München 1938.
- Paul Wolfrum: München – Die Stadt der Kunst und Lebensfreude, München 1939. (Broschüre, teilweise mit Texten in Englisch, Französisch und Italienisch).
- Paul Wolfrum: Das kann nur München sein, München 1942.